# Jori Smith
Jori (Marjorie) Smith, née le 1er janvier 1907 et  morte le 12 novembre 2005, est une artiste peintre, membre de l'Eastern Group of Painters. 

## Biographie
Marjorie Smith naît à Montréal le 1er janvier 1907. En 1922, elle commence ses études à l'Art Association of Montreal où elle suit les cours de Randolph Hewton. Puis, elle entre à l´École des beaux-arts de Montréal. Elle fréquente simultanément le Monument national et apprend auprès d´Edwin Holgate. En 1930, elle épouse Jean Palardy. La même année, le couple entreprend sa première excursion axée sur la peinture dans la région de Charlevoix. Jori Smith documente son expérience dans l'ouvrage Charlevoix County, 1930. Ses portraits d'enfants, ses nus,, et son observation du Québec rural de cette époque témoigne d'une belle sensibilité. Au cours de la décennie, le couple fait de longs séjours dans la région. Après avoir loué des maisons pendant deux ans, ils achètent leur propre maison d´été à Petite-Rivière-Saint-François. Pendant deux étés, ils explorent la région avec Marius Barbeau, aidant l'ethnographe dans ses recherches sur la culture charlevoisienne. S´intégrant à sa nouvelle communauté, Smith s'inspire des gens qu'elle rencontre. Durant cette période, autant dans Charlevoix qu'à Montréal, la peintre fréquente des artistes comme Jean Paul Lemieux, Marian Dale Scott et John Lyman ainsi que Goodridge Roberts, Gabrielle Roy et Alfred Pellan. En 1938, Jori Smith devient membre du Eastern Group of Painters. Elle est d'ailleurs la seule femme du groupe. En 1957, Jori Smith et Jean Palardy se sépare. Très affectée par ce divorce, Smith reste à l’écart de la scène artistique durant près de 20 ans. En 1976, elle recommence à peindre tous les jours et sous l'influence de Pellan, elle se met à utiliser des couleurs plus vives. Elle continue ainsi jusqu'à ses 90 ans. Jori Smith meurt à Montréal le 12 novembre 2005 à l'âge de 98 ans.

## Citation
« J'ai réellement essayé de faire de la peinture abstraite pendant environ deux ans, mais ce n'était pas moi. Je ne me reconnaissais même plus. Vous voyez, j'adore la nature passionnément, et je m´en inspire. L'idée même de peindre sans être inspirée par la nature ne veut rien dire pour moi. La nature sert de tremplin à mon imagination. Je ne dis pas que je souhaite en être captive, mais les idées me viennent de la nature, et si je n'y réponds pas avec spontanéité, le résultat ne vaut rien. » (1974)

## Œuvres
- Portrait de madame G, 1931[13]
- Young Girl, 1940[14]
- La communiante, 1944[15]
- Portrait de Madeleine Laliberté, 1955[16]

## Prix et distinctions
- 1955 : Prix Jessie-Dow[9]
- 2001 : Médaille de l'Assemblée nationale du Québec[12]
- 2002 : Ordre du Canada[17]

## Musées et collections publiques
- Art Gallery of Alberta
- Art Gallery of Hamilton[18]
- Bibliothèque et Archives Canada
- Galerie de l'UQAM
- Galerie Leonard & Bina Ellen, Université Concordia
- Galerie Montcalm
- McMichael Canadian Art Collection
- Musée d'art de Joliette
- Musée de Charlevoix
- Musée des beaux-arts de Montréal
- Musée des beaux-arts de Sherbrooke
- Musée des beaux-arts du Canada[9]
- Musée national des beaux-arts du Québec[19]
- Robert McLaughlin Gallery
- Vancouver Art Gallery